# Caeneressa graduata
Caeneressa graduata är en fjärilsart som beskrevs av George Francis Hampson 1898. Caeneressa graduata ingår i släktet Caeneressa och familjen björnspinnare. Inga underarter finns listade i Catalogue of Life.